# P Eridani
P Eridani è un sistema stellare posto a circa 25,5 anni luce di distanza dal Sistema solare, in direzione della costellazione dell'Eridano.

## Osservazione
P Eridani è situata nella parte meridionale della costellazione dell'Eridano ad appena 1,1° più a nord della brillante stella di prima magnitudine Achernar, ed essendo posta 56° a sud dell'equatore celeste, anch'essa è visibile principalmente dall'emisfero sud della Terra. Non sorge mai nei cieli d'Europa, della Russia e dalla maggior parte degli Stati Uniti, mentre diventa circumpolare dalle regioni temperate del Sudamerica, dal sud dell'Australia e dalle città meridionali del Sudafrica. La sua magnitudine pari a 5,1 fa sì che possa essere scorta solo con un cielo sufficientemente libero dagli effetti dell'inquinamento luminoso.

## Caratteristiche del sistema
Il primo che si accorse della duplicità di P Eridani fu James Dunlop, che la osservò nel dicembre 1825 dalla sua casa a Parramatta, nei pressi di Sydney, descrivendola come una bella stella doppia con le due componenti all'incirca della stessa luminosità. Dalla scoperta di Dunlop le stelle hanno notevolmente ampliato la loro separazione,  ed attualmente entrambe le stelle sono facili da osservare al telescopio.
Le due stelle che compongono questo sistema binario infatti percorrono un'orbita piuttosto eccentrica e sono separate tra loro da una distanza che varia da 30 UA (4,5 miliardi di chilometri) fino a 100 UA (15 miliardi di chilometri), impiegando circa 486 anni a compiere un giro l'una attorno all'altra.

### P Eridani A
La componente principale di questo sistema è una stella appartenente alla sequenza principale, di classe spettrale K2V. Possiede l'88% della massa del Sole, il 79% del suo diametro e il 28% della sua luminosità.

### P Eridani B
La componente minore è anch'essa una stella della sequenza principale, di classe spettrale K3V, con l'86% della massa del Sole, il 60% del suo diametro ed il 25% della sua luminosità.
Non è chiaro se questa seconda stella possieda a sua volta una compagna (forse una nana bruna o un gigante gassoso come Giove, come suggerito da alcuni rilevamenti spettroscopici.